# Station Orsières
Station Orsières is een spoorwegstation in de Zwitserse gemeente Orsières. Het station ligt aan de spoorlijn Martigny - Orsières.